# Марчик Віктор Михайлович
Віктор Михайлович Марчик (21 червня 1996 , Великий Курінь, Волинська область  — 1 березня 2024 , Донецька область ) — український військовослужбовець, головний сержант 61-ї окремої механізованої бригади. Учасник російсько-української війни.

## Життєпис
Народився 21 червня 1996 року в селі Великий Курінь на Волині. Після закінчення школи продовжив навчання у Шацькому лісовому коледжі. З початком російсько-української війни потайки від рідних підписав контракт з Збройними силами України, понад рік проходив службу в Донецькій та Луганській областях. Був артилеристом.
Після закінчення контракту повернувся додому та згодом одружився. Переїхав у місто Дніпро.
З початком повномасштабного вторгнення вивіз сім'ю за кордон, а сам долучився до лав збройних сил. Спочатку був інструктором з навчання на самохідних артилерійських установках, згодом вирушив у зону бойових дій. Спочатку воював на Миколаївщині та  Херсонщині.
У травні 2023 року їздив на спеціальні навчання у Німеччину.
Загинув 1 березня 2024 року під час виконання бойового завдання у Донецькій області. Мав звання головного сержанта 61-ї окремої механізованої бригади.
Поховали захисника 5 березня 2024 в рідному селі Великий Курінь.

## Нагороди
- Орден «За мужність» III ступеня (17 червня 2024, посмертно) — за особисту мужність і самовіддані дії, виявлені у захисті державного суверенітету та територіальної цілісності України, вірність військовій присязі.[6]